# Prosoligosita perplexa
Prosoligosita perplexa är en stekelart som beskrevs av Hayat och Husain 1981. Prosoligosita perplexa ingår i släktet Prosoligosita och familjen hårstrimsteklar. Inga underarter finns listade i Catalogue of Life.